# Groupe 4 du tableau périodique
Le groupe 4 du tableau périodique, autrefois appelé groupe IVA dans l'ancien système IUPAC utilisé en Europe et groupe IVB dans le système CAS nord-américain, contient les éléments chimiques de la 4e colonne, ou groupe, du tableau périodique des éléments :
| Période | Élément chimique | Élément chimique | Z   | Famille d'éléments  | Configuration électronique[2] |
| ------- | ---------------- | ---------------- | --- | ------------------- | ----------------------------- |
| 4       | Ti               | Titane           | 22  | Métal de transition | [Ar] 4s2 3d2                  |
| 5       | Zr               | Zirconium        | 40  | Métal de transition | [Kr] 5s2 4d2                  |
| 6       | Hf               | Hafnium          | 72  | Métal de transition | [Xe] 6s2 4f14 5d2             |
| 7       | Rf               | Rutherfordium    | 104 | Métal de transition | [Rn] 7s2 5f14 6d2             |

Éléments du groupe 4
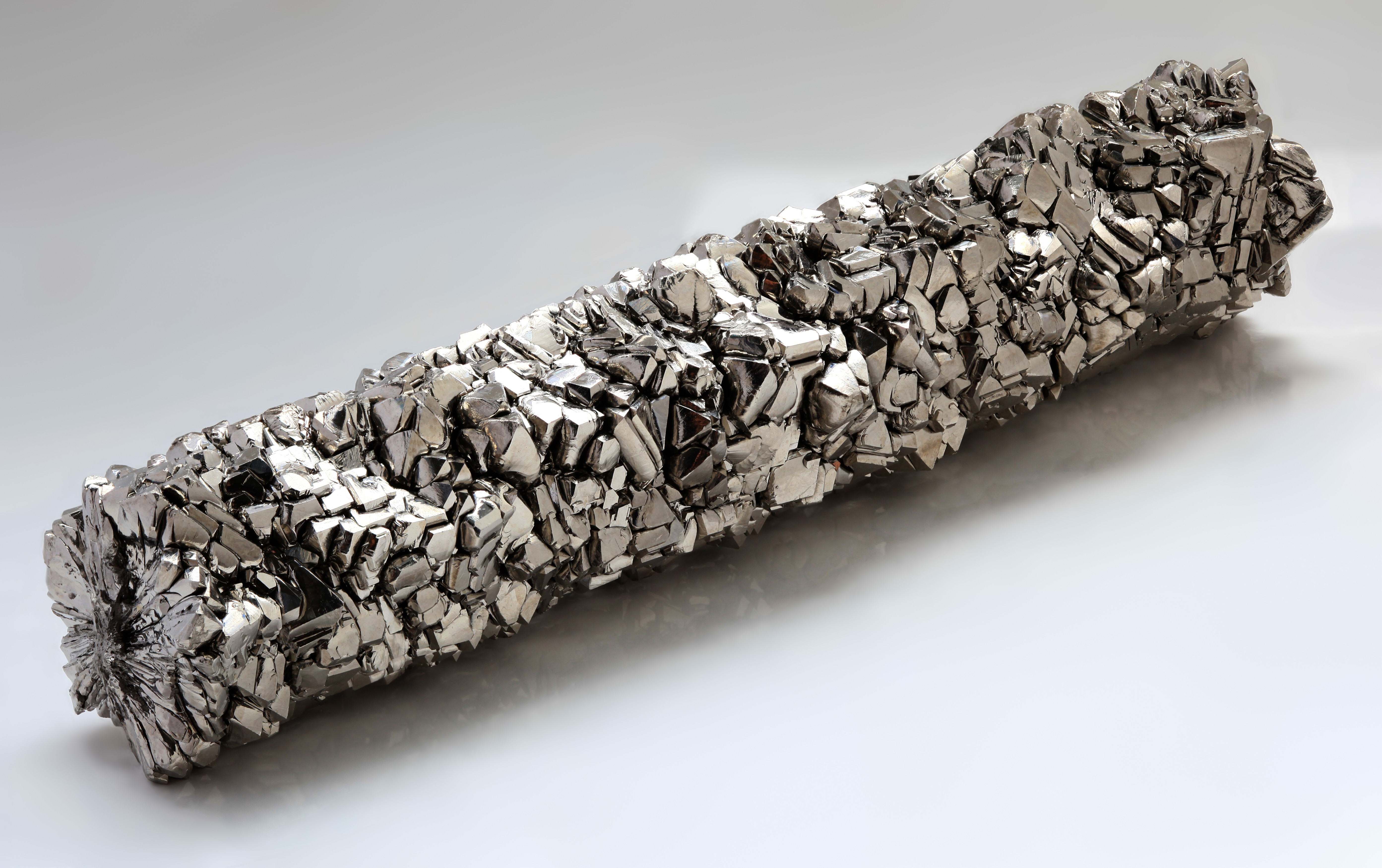
Titane
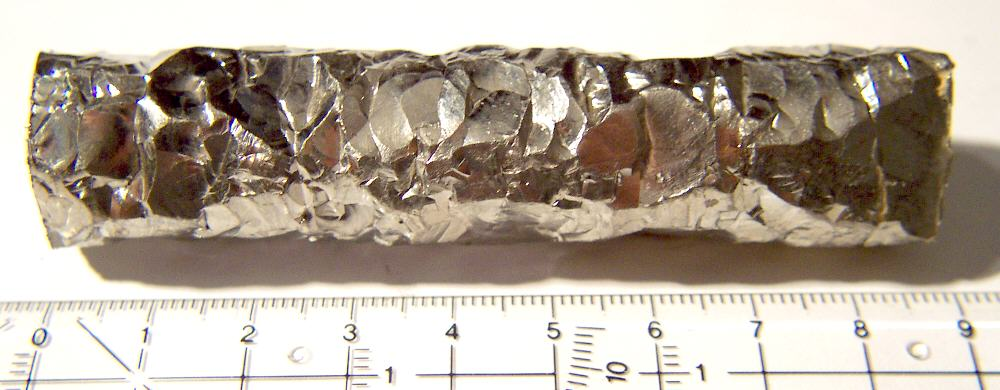
Zirconium
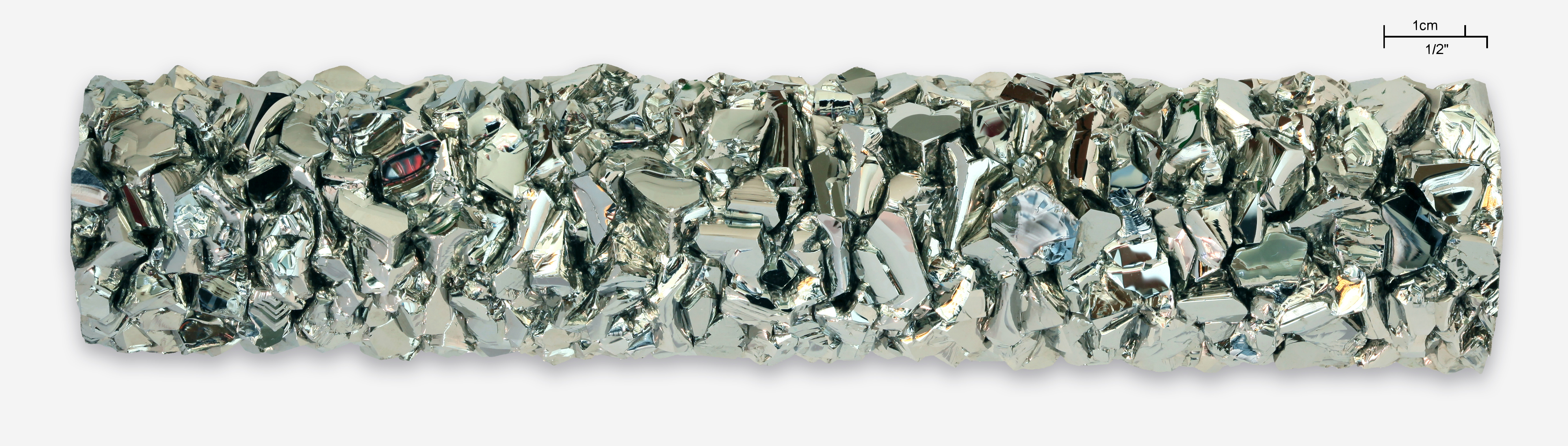
Hafnium